# Montenero di Bisaccia
Montenero di Bisaccia is een gemeente in de Italiaanse provincie Campobasso (regio Molise) en telt 6658 inwoners (31-12-2004). De oppervlakte bedraagt 93,0 km², de bevolkingsdichtheid is 72 inwoners per km².

## Demografie
Montenero (zwarte berg) di Bisaccia telt ongeveer 2538 huishoudens. Het aantal inwoners daalde in de periode 1991-2001 met 6,2% volgens cijfers uit de tienjaarlijkse volkstellingen van ISTAT. De beroemde maffiabestrijder, officier van justitie en politicus Antonio di Pietro is geboren en getogen in dit dorp. Verder kent het dorp een enorme vergrijzing en is de economie vooral lokaal georganiseerd. Het dorp is aantrekkelijk voor buitenlandse toeristen vanwege zijn idyllisch karakter, fantastische omgeving en de nabije kust op circa 10 kilometer afstand. Het dorp is gedeeltelijk gebouwd boven een aantal grotten, die door de gemeente dicht gegooid zijn met cement om verzakkingen te voorkomen. Enkele grotten zijn nog toegankelijk en hier worden jaarlijks kerstfeesten in gehouden. Sommige oude woningen hebben zelfs nog grotten, die ideaal blijken te zijn voor wijnkelders. Het panorama van het dorp kan makkelijk tippen aan Toscane en wordt door velen zelfs mooier ervaren. Zeezicht, bergzicht en heuvellandschappen als de schilderijen van Van Gogh, alles heeft Montenero in huis. De zomermaanden juli en augustus wordt goed bezichtigd door vele toeristen of Italianen die in het buitenland verblijven en die hun roots in Montenero hebben. Er wordt jaarlijks een zomerprogramma door de gemeente georganiseerd, met braderies, concerten en modeshows. Het gemiddelde salaris ligt rond de 1200 euro. Het leven is redelijk goedkoop daarentegen. Het oude gedeelte van het dorp kent veel leegstand en blijkt aantrekkelijk te zijn voor buitenlanders die een kleine vakantiewoning in het buitenland willen hebben. De laatste jaren zijn veel oude panden gerenoveerd en kent het dorp een ware opleving in de zomermaanden en rond de kerstperiode.
| Jaar | Inwoneraantal |
| ---- | ------------- |
| 1991 | 7137          |
| 2001 | 6698          |

## Geografie
De gemeente ligt op ongeveer 273 m boven zeeniveau en circa 12 kilometer van de kust. Het dorp heeft een eigen strand, costa verde, maar de meeste bewoners gaan naar marina di petacciato. De stranden hebben het karakter van een carribisch gebied op sommige plekken.
Montenero di Bisaccia grenst aan de volgende gemeenten: Cupello (CH), Guglionesi, Lentella (CH), Mafalda, Montecilfone, Palata, Petacciato, San Felice del Molise, San Salvo (CH), Tavenna.